# Hochschloss Pähl

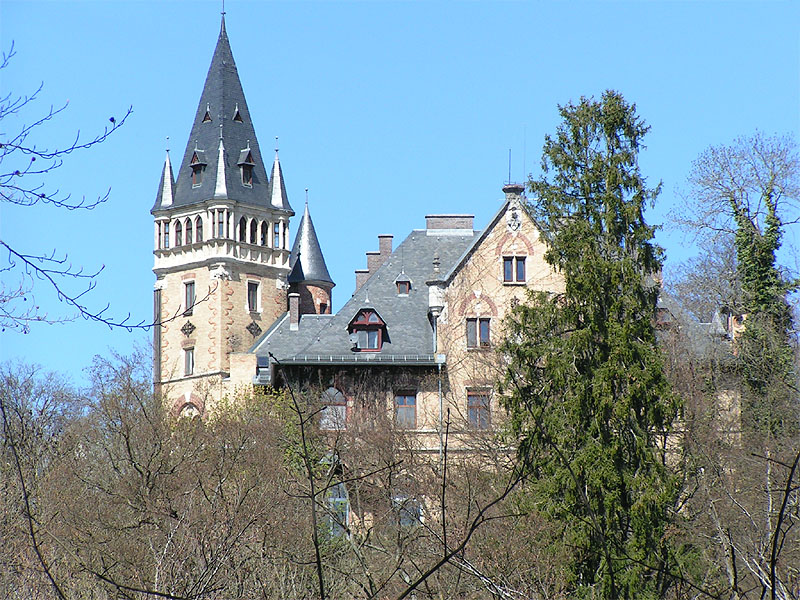
Hochschloss Pähl heute

Hochschloss Pähl ist ein altbayerischer Edelsitz bei Pähl im Landkreis Weilheim-Schongau etwa 100 Höhenmeter über dem Talgrund der Ammer und dem Ammersee. Das heutige Hochschloss, eine Villa im romantisierenden Burgstil, wurde von 1883 bis 1885 nach den Plänen des Architekten Albert Schmidt an der Stelle älterer Vorgängerbauten errichtet. Das Schloss befindet sich in Privatbesitz und ist nicht öffentlich zugänglich. Die Anlage ist unter der Aktennummer D-1-90-138-21 als denkmalgeschütztes Baudenkmal von Pähl verzeichnet. Ebenso wird sie als Bodendenkmal unter der Aktennummer D-1-8033-0011 im Bayernatlas als „Burgstall des Mittelalters und der frühen Neuzeit ("Hochschloss Pähl")“ geführt.

## Geschichte

### Römer und Germanen
Es gibt mehrere Hinweise darauf, dass das Gebiet um Pähl bereits zur Römerzeit besiedelt war. Unter anderem bezeugt eine im nahen Kerschlach aufgefundene Römerfibel eine größere Siedlung der Römer in der Gegend. Diese errichteten an strategisch günstigen Plätzen Burgi, von denen aus das Vorland gut eingesehen werden konnte. Es ist nicht ausgeschlossen, dass an der Stelle des Hochschlosses im 3. Jahrhundert ein solcher Burgus gestanden haben könnte.
Mitte des 5. Jahrhunderts wurden die Römer durch den Einfall germanischer Völker verdrängt und die römischen Befestigungsanlagen verfielen. In der Weilheimer Gegend siedelten die Huosi, denen das Gebiet noch um 1100 zugeschrieben wird. Nach Erzählung des bayerischen Chronisten Ulrich Füetrer aus dem 15. Jahrhundert soll Karl der Große, der nach der Legende in der Reismühle oder der Burg Karlsberg bei Gauting geboren worden sein soll, seine Jugendjahre auf Burg Pähl verbracht haben. Bemühungen, diese Überlieferung zu verifizieren, sind jedoch wegen mangelnder historischer Funde bisher zum Scheitern verurteilt gewesen.

### Andechser Grafen
Im 12. und 13. Jahrhundert gehörte die Burg Pähl zum Besitz der Andechser Grafen. Wann und von wem diese Burg erbaut wurde, liegt im Dunkeln. Der Ortsadel in Pähl, wahrscheinlich andechsische Ministerialen, wird in urkundlichen Überlieferungen des Öfteren erwähnt. Aus diesen Dokumenten lässt sich folgern, dass die Grafen von Andechs-Wolfratshausen im Besitz der Burg, einzelner Güter sowie der Rechte über die Kirche und den Zehent waren. Nach dem Tod Herzog Ottos VIII. von Andechs im Jahr 1248 können keine Andechser mehr nachgewiesen werden.

### Wittelsbacher
Die Wittelsbacher besaßen schon 1230 einen Gutshof in Pähl. Als die Andechser ausstarben, übernahmen die Wittelsbacher deren Besitzungen. Burg Wolfratshausen fiel 1243, Burg Starnberg 1246 an sie. Pähl ging nach dem Tod Ottos VIII. als Verwaltungssitz an die Wittelsbacher. Sie richteten auf der Burg ein Urbaramt ein. Herzog Otto II. setzte bei der Übernahme dieses Gebietes seine eigenen Ministerialen als Beamte ein. Eine Ausnahme war der andechsische Richter Ulricus Rufus, der den Wittelsbachern wertvolle Dienste unter anderem in besitzrechtlichen Fragen leisten konnte. Sie setzten ihn als Landrichter ein und übergaben ihm die Verwaltung des Landrichterbezirks.

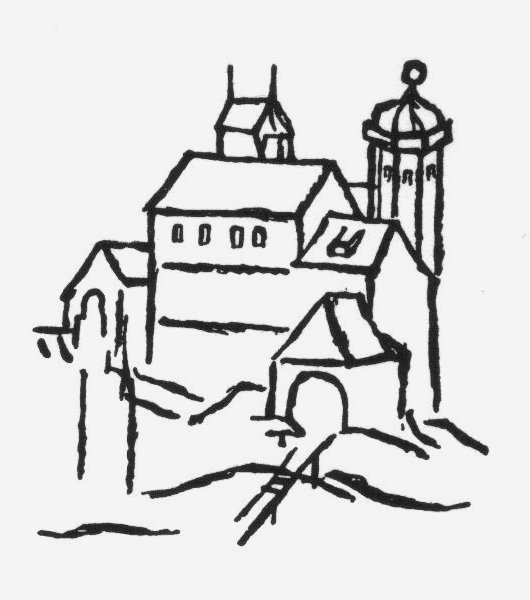
Skizze aus dem Jahr 1568

Das Schloss war Mittelpunkt des Gerichts und Sitz des Landrichters, des Pflegers und des Kastners. Ein Kastner wird in Pähl 1270 zum ersten Mal urkundlich erwähnt. Vom Schloss aus wurde die Funktion eines Vogtes ausgeübt, es erfolgte der Schutz der benachbarten Klöster und die Verwaltung der Güter. Als Landrichter von Pähl traten meist Angehörige des in Oberbayern ansässigen Adels in Erscheinung. Zu größerer Bekanntheit über seine Zeit hinaus gelangte Hans Heseloher, der von 1466 bis 1483 als Land- und Stadtrichter zu Weilheim wirkte. Heseloher, auch als „verspäteter Minnesänger“ bekannt, widmete sich neben seinem Amt der Kunst und schuf eindrucksvolle Lieder und Gedichte.
Nach zwei Jahrhunderten war das Landgericht Pähl angestammter Hausbesitz der Wittelsbacher und des bayerischen Herzogtums. In den Jahren 1466 bis zu seinem Tod 1493 erhielt Herzog Christoph von Bayern, um dessen Ritterleben sich viele Anekdoten erhalten haben, das Schloss Pähl als Apanage.
1505 verpfändete Herzog Albrecht IV. das Schloss und die Herrschaft Pähl an den Augsburger Patrizier Hans Paumgartner. Nachdem dieses Pfand wieder eingelöst worden war, wurde bis 1520 der Sitz des Pflegers, des Kastners und des Richters nach Weilheim verlegt. Das Schloss Pähl verlor an Bedeutung, denn es war nur noch zeitweise Amtswohnung des Schlosspflegers. Herzog Albrecht V. verlieh am 2. Januar 1578 seinem Futtermeister Caspar Eglof und einem seiner Nachkommen die Pflege Pähl auf Lebenszeit. 1618 endete das Besitzrecht der Wittelsbacher Landesherrn, als Herzog Maximilian I. aus finanziellen Überlegungen kein Interesse mehr an Schloss Pähl hatte. Er überließ es Carl Eglof; es wurde allodifiziert und als Edelsitz mit der Niederen Gerichtsbarkeit ausgestattet.
Die Hohe Gerichtsbarkeit endete damit für Pähl. Ein vermutlich im Bergfried befindliches Verlies soll bis dahin besonders für Personen des Adels zur Anwendung gekommen sein.

### Edelsitz des Adels und des Klosters Andechs

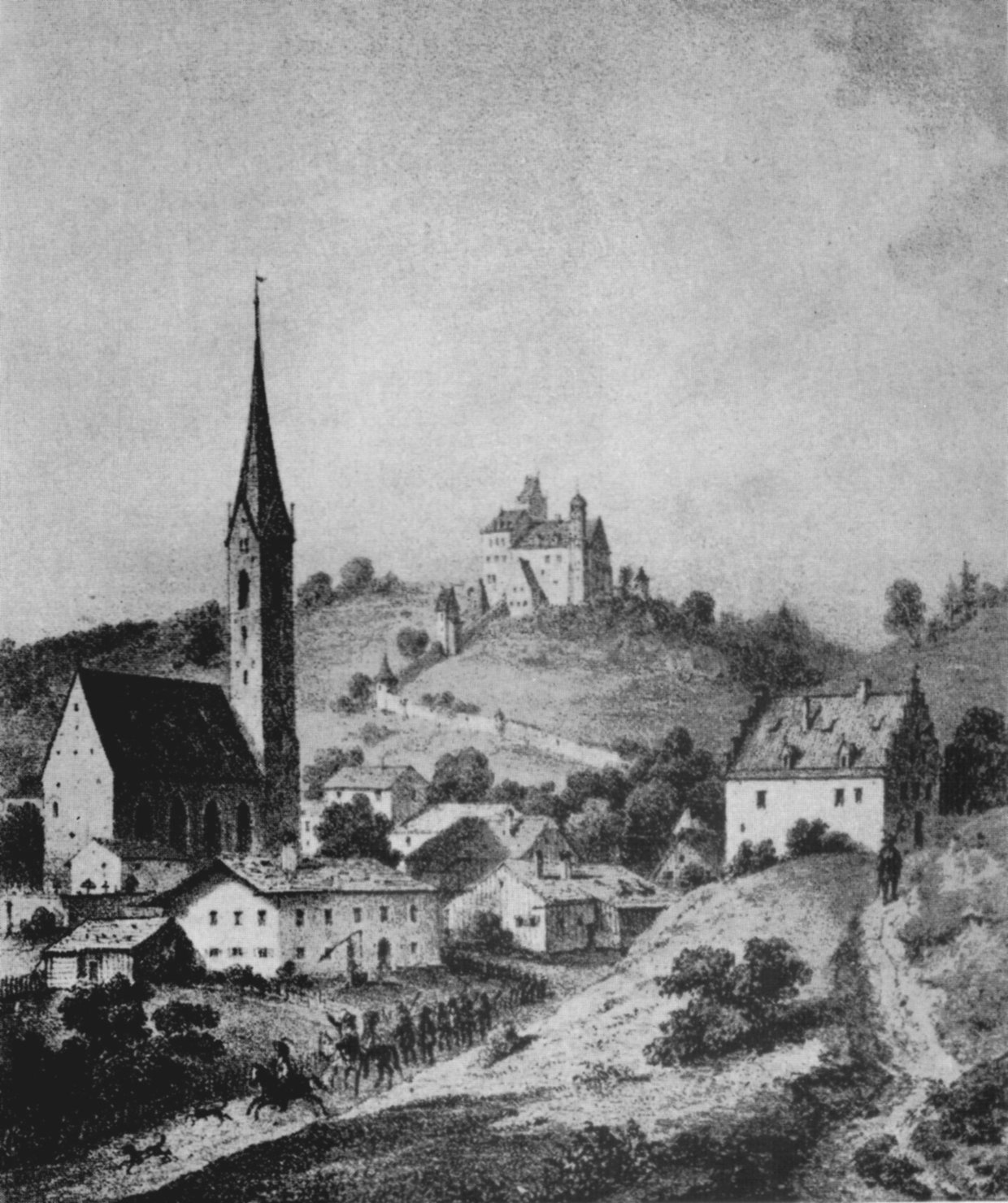
Pähl mit dem Hochschloss vor dem Dreißigjährigen Krieg

Schon vor der eigentlichen Besitzübertragung, mit der er offensichtlich rechnen durfte, begann Carl Eglof, Sohn von Caspar Eglof und Landrichter in Landsberg, mit der Sanierung der heruntergekommenen Schlossanlage. Allerdings weigerten sich Bauern, als sie vom Verkauf des Schlosses erfuhren, ihm Baumaterialien zu liefern. Nach dem Tod des Landrichters nach 1632 fiel das Schloss an seinen ältesten Sohn Johann Wilhelm Eglof, Kanonikus am Stift St. Martini und Kastuli in Landshut. Dies traf zusammen mit dem Einfall der Schweden in Bayern im Dreißigjährigen Krieg. In dessen Verlauf wurde das Schloss stark in Mitleidenschaft gezogen, mehrmals geplündert und durch Brand verwüstet.
Im Januar 1660 überließ Kanonikus Eglof die Anlage seiner Schwester und seinem Schwager Hans Ferdinand von Perfall zu Greifenberg. 1663 kamen die Herren von Berndorf, die bereits die beiden anderen Schlösser und eine Hofmark in Pähl besaßen, in den Besitz des Schlosses. Danach wechselte es noch einige Male den Besitzer. Diese waren zwar von der beeindruckenden Lage angezogen, wollten aber nicht in dringend anstehende, aber kostspielige Instandsetzungsarbeiten investieren.
1690 übernahm das Kloster Andechs unter Abt Quirin Wessenauer das Besitztum. Das Kloster war allerdings nicht am Schloss, sondern nur am Grundbesitz interessiert. Es ließ das Schloss fast leer stehen, nur die Schwaige war in Betrieb. Nachdem die Schlossmauer schon im 17. Jahrhundert zerfallen war, stürzte zu Beginn des 18. Jahrhunderts der westliche Teil des Schlosses ein. Der sogenannte Fällturm stand inmitten von Ruinen. Das Kloster ließ die Öffnung dazu verschließen. Aus den Steinen des eingefallenen Hauptbaus wurde ein Landhaus für den Verwalter erbaut, das später mit der Bezeichnung „Schlösschen“ oder „Schloss“ gemeint ist.

### Säkularisation und Neubau
Im Zuge der Säkularisation wurde das Kloster Andechs 1803 aufgelöst und der Besitz versteigert. Die Anlage Hochschloss Pähl kam für 4.375 Gulden in das Eigentum des Landrichters und Pflegers von Murnau, Aloys Bayerhammer, nachdem Graf Vieregg, der es zuvor um 5.000 Gulden ersteigerte, zurücktrat. Bayerhammer ließ das Hauptgebäude bewohnbar machen und andere Gebäudeteile einschließlich der Burgkapelle abbrechen. Um 1833 wird die Anlage wieder als Ruine beschrieben.
Der Sohn Bayerhammers verkaufte das Schlossgut im März 1844 für 21.000 Gulden an den Lithografen und späteren Hoffotografen Franz Hanfstaengl. Im Sinne der zu dieser Zeit verbreiteten Mittelalter-Schwärmerei wollte er das Schloss zu einer mittelalterlich-romantischen Burg ausbauen lassen, ähnlich, wie es Ludwig Schwanthaler bereits mit Burg Schwaneck verwirklichte. Er ließ sich von Gottfried Semper entsprechende Entwürfe ausarbeiten, die jedoch wegen der Kosten nur ansatzmäßig verwirklicht werden konnten. Unter Franz Hanfstaengl entwickelte sich das Hochschloss zu einem Treffpunkt von Künstlern und anderen bekannten Persönlichkeiten. In diese Zeit fiel auch die Romanze seines Sohnes Edgar Hanfstaengl mit Herzogin Sophie in Bayern, der zeitweiligen Verlobten König Ludwigs II., welche sich öfters auf Hohenpähl trafen. Da die Hanfstaengls ein Gästebuch führten, ist gut überliefert, wer sich von den Zeitgenossen alles dort aufhielt.

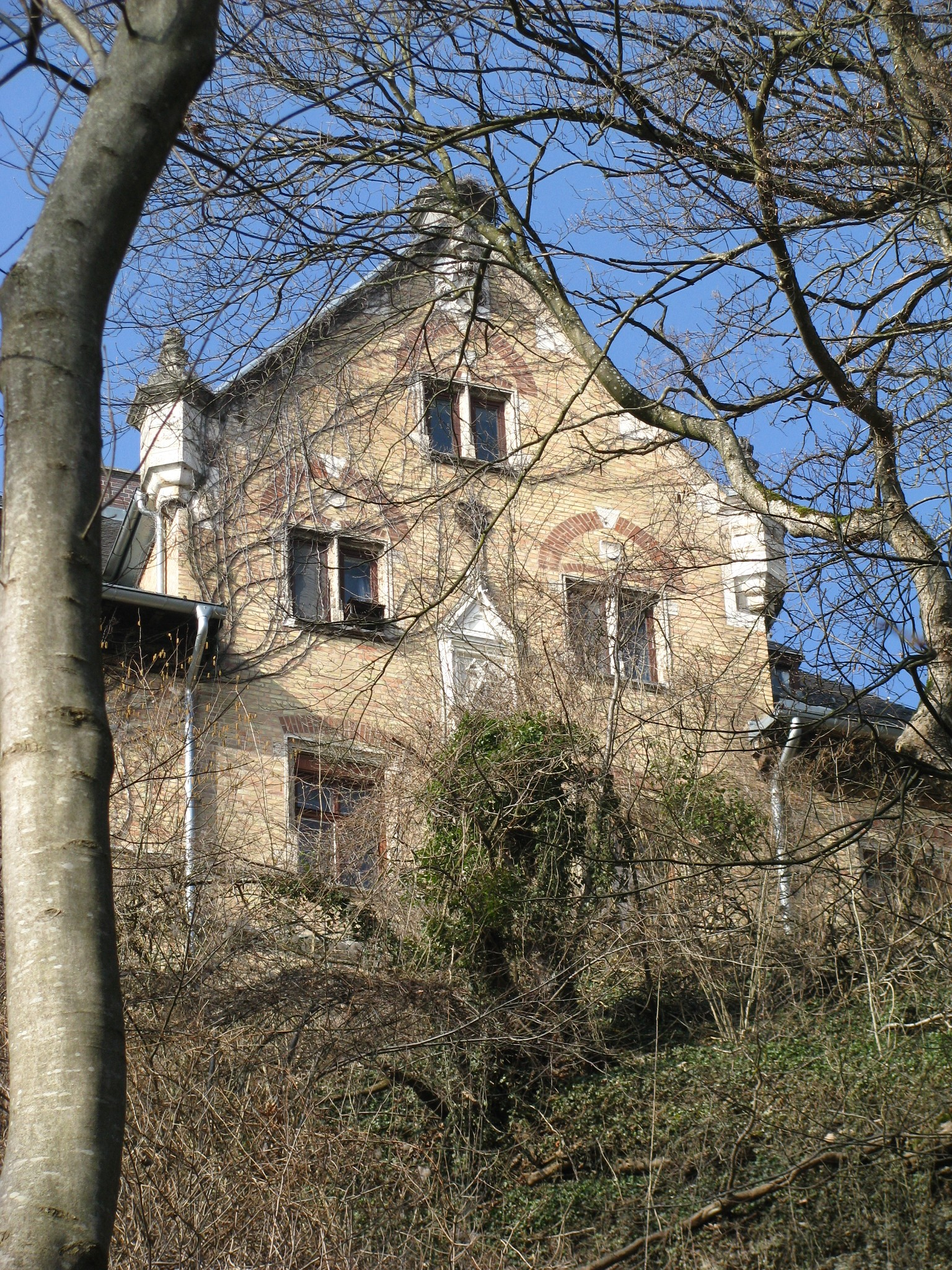
Südfassade des Hauptgebäudes von der Pähler Schlucht aus gesehen

Edgar Hanfstaengl übernahm den Besitz im November 1869 von seinem Vater und hielt ihn neun Jahre. Über Friedrich Martin Schubart ging Hohenpähl im Oktober 1882 an seinen Schwager Ernst Oswald Czermak, einen Privatmann aus Pähl und Sohn des Leipziger Physiologen Johann Nepomuk Czermak. Czermak ließ die Ruinen des alten Schlosses ebenso wie die noch bewohnbaren Wirtschaftsgebäude abreißen und beauftragte den Münchner Architekten Albert Schmidt mit einem Neubau, der dann bis zum Jahr 1885 erstellt wurde. Gleichzeitig wurden die Ökonomiegebäude, die sich zuvor auf dem Schlossgelände selbst befunden hatten, nordöstlich davon neu errichtet. Zur Wasserversorgung des Anwesens ließ man eine Pumpstation in der Pähler Schlucht erbauen.
Im Mai 1904 wurde das neue Hochschloss an Graf Karl Otto von Holnstein verkauft. Da es aber seiner frisch angetrauten Gattin, Gräfin Eckbrecht von Dürckheim-Montmartin, geb. Haniel, nicht zusagte, verkaufte es der Graf im August 1904 weiter an Graf Bernhard von Spreti und dessen Gattin. Im November 1930 wurde deren beider Sohn Rudolf Graf von Spreti Alleineigentümer von Hochschloss Pähl. Heute befinden sich Gut und Hochschloss Pähl im Besitz seiner Nachfahrinnen.
In neuerer Zeit kam das Hochschloss als Schauplatz verschiedener TV-Krimiserien zum Einsatz. Beispielsweise ermittelten hier bereits Graf Yoster, Derrick und Der Alte.

## Beschreibung

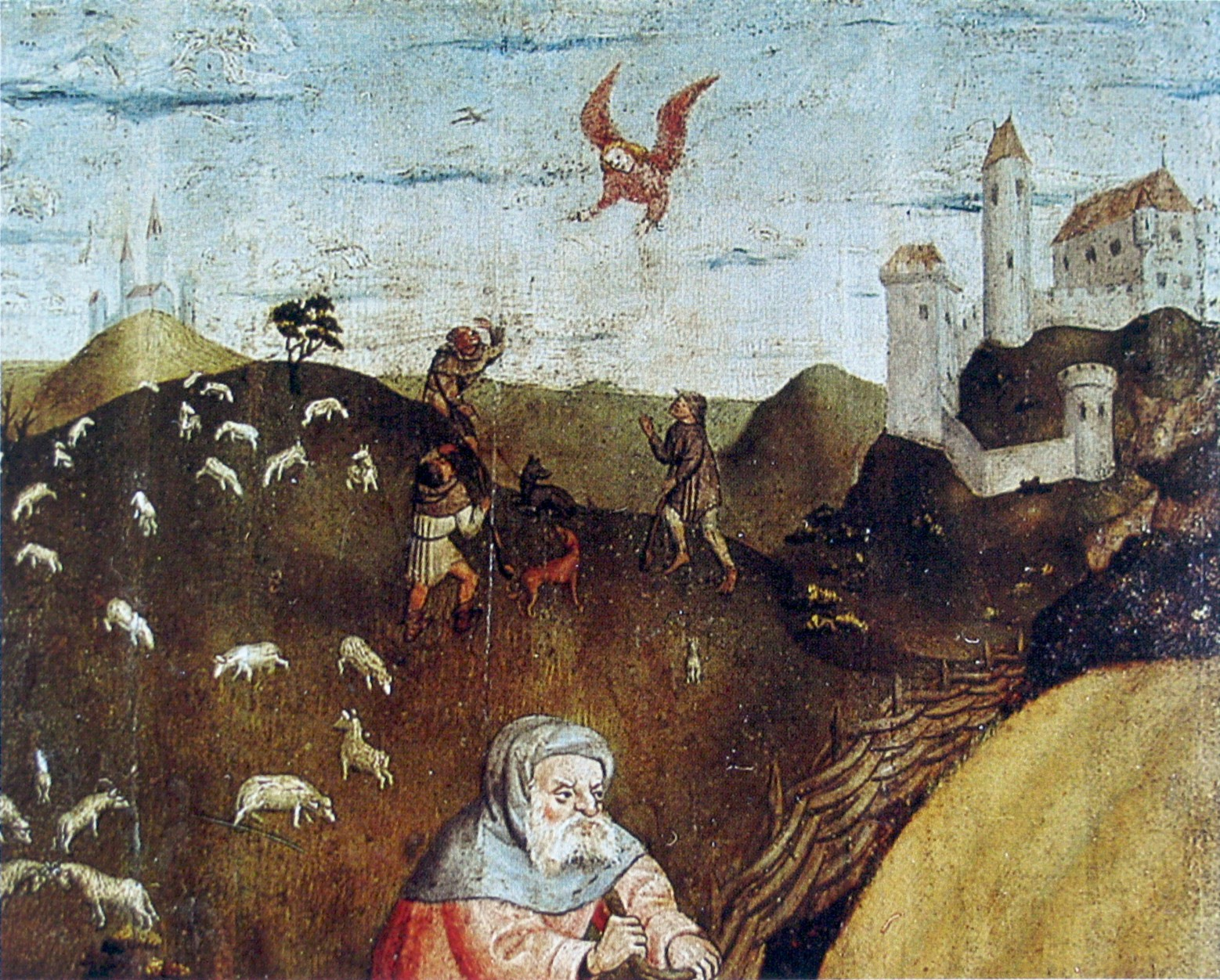
Burg Andechs und Hochschloss Pähl (rechts) in einem Ausschnitt eines Bildes vom Meister der Pollinger Tafeln

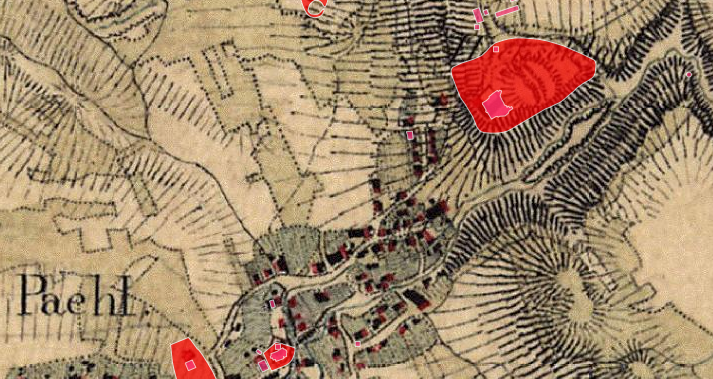
Lageplan von Hochschloss Pähl auf dem Urkataster von Bayern

Hochschloss Pähl liegt auf einem nach Westen ausgerichteten Geländesporn, unmittelbar bevor der Höhenrücken zwischen Starnberger See und Ammersee steil ins Ammertal abfällt. Östlich bis südlich der Schlossanlage befindet sich die Pähler Schlucht. Nach Süden hin besteht ein umfassender Ausblick auf das Weilheimer Land, das Ammertal und das Alpenvorland zwischen Werdenfelser Land und Ostallgäu.

### Mittelalter
Über Bauweise und Anlage der alten herzoglichen Burg sind keine schriftlichen Aufzeichnungen bekannt. Erhalten ist aber eine Ansicht um 1440, die der Meister der Pollinger Tafeln in seinem Bild Geburt Christi festgehalten hat, das zu den Schätzen der Bayerischen Staatsgemäldesammlung gehört. Dort zeigt sich ein eher schlichter mittelalterlicher Bau mit freistehendem Bergfried und einer Ringmauer, in die ein Viereckturm und ein Rundturm eingefügt sind.

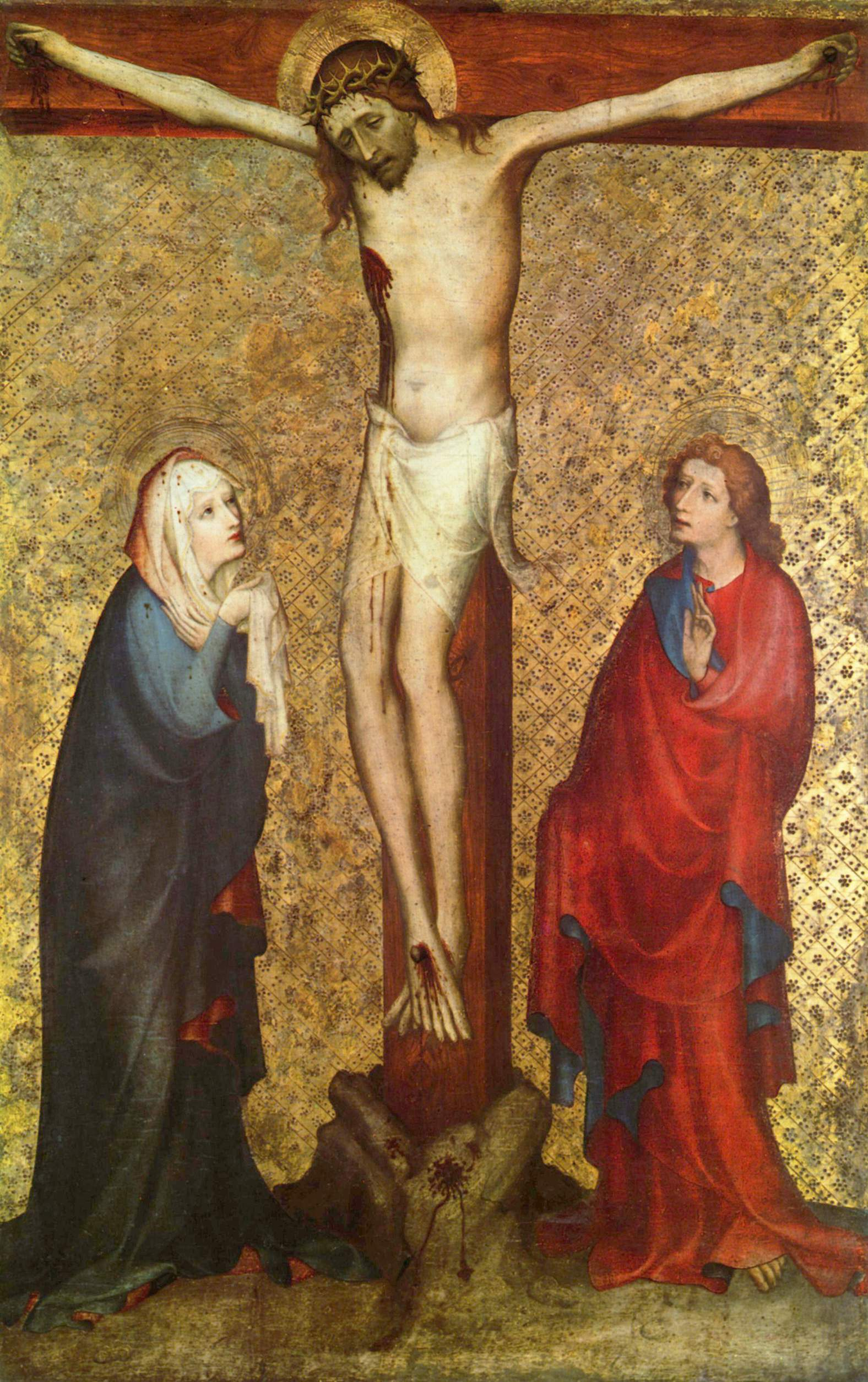
Mittelteil des Pähler Altars, um 1410

#### Pähler Altar
Wie in mittelalterlichen Schlössern üblich, gab es auch auf Hohenpähl eine Kapelle, die dem heiligen Georg geweiht war. Bald nach der Säkularisation wurde sie abgebrochen. Ein Meisterwerk daraus, das zunächst gar nicht als solches erkannt wurde, ist der kunstgeschichtlich bedeutende Pähler Altar. Nachdem der Künstler dieses Werks nicht namentlich bekannt ist, wird er heute behelfsmäßig mit Meister des Pähler Altars angegeben. Beim Pähler Altar  handelt es sich um einen dreiteiligen Klappaltar mit spätgotischen Tafelbildern. Er ist 103 Zentimeter hoch, der Mittelflügel ist 68 und die Seitenflügel jeweils 28,5 Zentimeter breit. Er wird, besonders die Kreuzigungsszene, als „die zarteste und seelisch schönste Darstellung dieser Art und als die reinste Ausprägung des neuen Stils der deutschen Malerei um 1400“ beschrieben.

### Frühe Neuzeit
Lediglich eine Skizze steht aus dem Jahr 1568 zur Verfügung, die Philipp Apian oder einer seiner Gehilfen für die Bayerischen Landtafeln anfertigte.

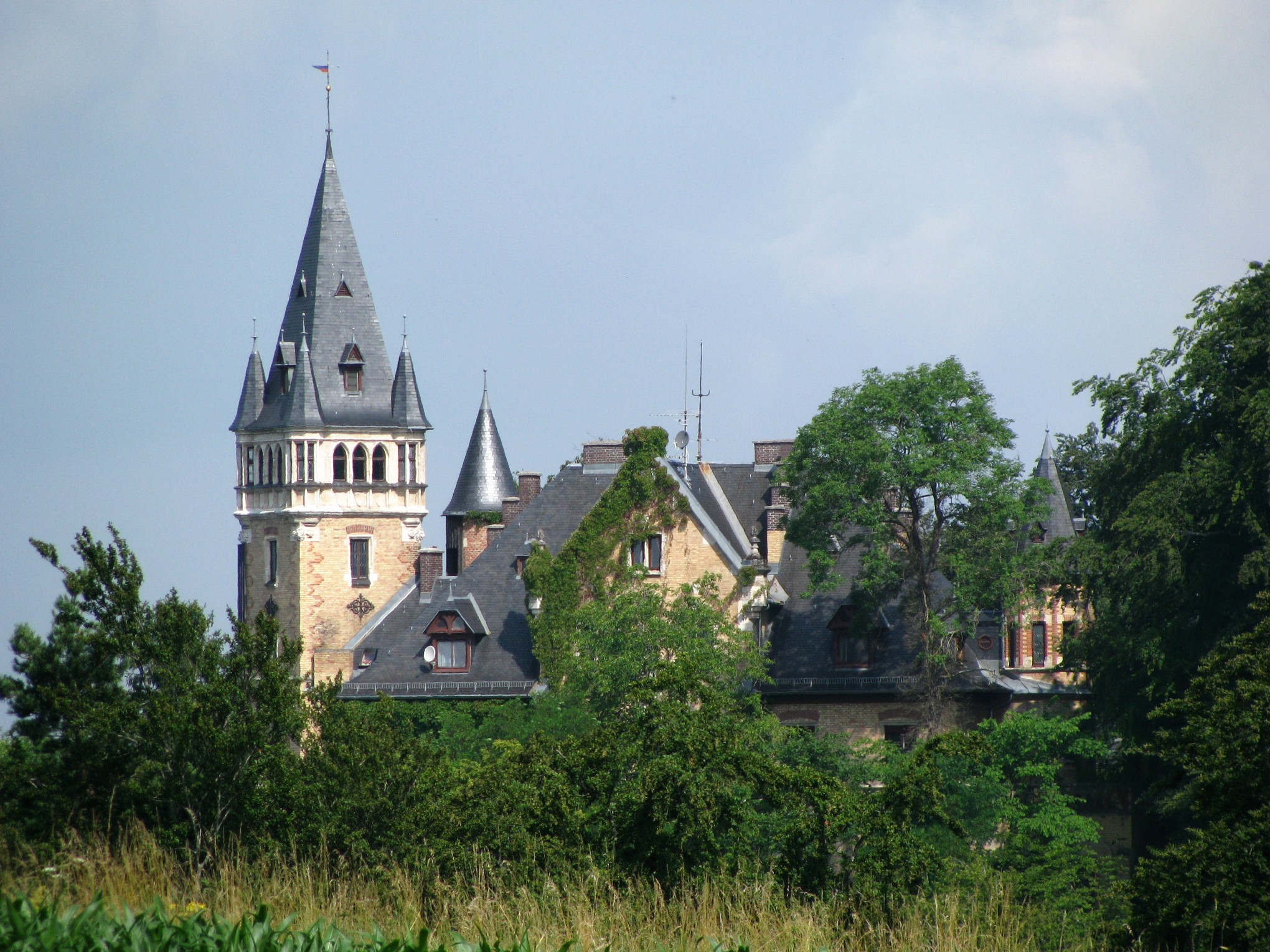
Ansicht aus Südosten

### Gegenwart
Das neugotische Hochschloss von heute ist eine Gruppe von Bauten mit 40 Zimmern um einen unregelmäßig angelegten Innenhof. Man betritt ihn durch einen Torturm im Nordosten. Daran schließt sich rechts der Gästebau an. Gegenüber auf der Südseite befindet sich das Hauptgebäude mit zwei unterschiedlich hohen Türmen, wobei der höhere knapp 30 Meter misst. Ein Nebengebäude im Westen enthält Reste von Bausubstanz des alten Hochschlosses. Arkaden, Loggien, Gauben und Türmchen sind architektonische Elemente der Gebäude.
Die Räume im Inneren sind geprägt von hochwertigen Materialien und großzügigem Schnitt. Insgesamt wird das auf Fernwirkung angelegte Schloss als „stimmiges Ensemble des Späthistorismus“ beschrieben.